# エドアルト・ジュース
エドアルト・ジュース（英: Eduard Suess、1831年8月20日 - 1914年4月26日）は、アルプス山脈の地理の専門家として知られた地質学者・地球科学者。現在は存在しない地球の古い地理的構造であるゴンドワナ大陸という超大陸（1861年提唱）とテチス海の発見者として知られている。

## 生涯
ザクセン人の商人の子としてロンドンに生まれ、3歳のときに家族に伴われてプラハに移り住み、14歳のときにウィーンに移住した。若いころから地質学に興味を持ち、1850年、19歳で最初の論文を発表した（現在はチェコのカルロヴィ・ヴァリである、カールスバートの地質（ミネラルウォーター）に関する論文）。1852年、オーストリア・ハンガリー帝国地質学博物館の職員の職に就くことができた。
1857年、ウィーン大学の地質学教授となっていたジュースは、アフリカ大陸とヨーロッパの繋がりを徐々に解明し、アルプスがかつて海の底にあったことを解明した。地中海はその名残りである。当時、プレートテクトニクスはまだ確立されておらず、彼は地向斜説を採用していたが、彼の発見は真実に極めて近く、地中海の元となった海洋を1883年にテチス海と名づけた。
ジュースの別の発見は、グロッソプテリスという植物の化石が南アメリカ、アフリカ、インドで見られることであった（さらにはジュースの時代には不明だったが南極大陸にも存在した）。彼は、この事実から3つの大陸がかつて1つの超大陸を形成していたと考え、ゴンドワナ大陸と名づけた。プレートテクトニクスによる説明がなかったため、ジュースは単に地盤沈下などで海洋が進出して大陸が分断されたと考えていた（陸橋 (生物地理)を参照）。しかし、彼の発見はかなり真実に近く、そのため現在も彼のつけた名称が使われている。
ジュースは生態学の先駆者でもあった。1885年から1901年、彼は自身の考えを包括的に網羅した著書 Das Antlitz der Erde（地球の相貌）を出版し、これが長年に渡って教科書として広く採用されていた。この中でジュースは生物圏という考え方を提唱し、これが1926年にウラジミール・ベルナドスキーによって拡張されることとなった。
1894年に王立協会の外国人会員に選出され、1896年にロンドン地質学会からウォラストン・メダルを、1903年には王立協会からコプリ・メダルを授与された。
月と火星には彼の名を冠されたクレーターがあるほか、彼の名に因んだ小惑星(12002)ジュースもある。